# بيتر ويلز
بيتر ويلز (30 أكتوبر 1928 في المملكة المتحدة - ) (بالإنجليزية: Peter Wales)‏ هو لاعب كريكت بريطاني. لعب مع نادي مقاطعة ساسكس للكركيت ‏.

## وصلات خارجية
- بيتر ويلز على موقع إي آس بي آن كريك إنفو (الإنجليزية)